# Féculerie
 (novembre 2018).
Si vous disposez d'ouvrages ou d'articles de référence ou si vous connaissez des sites web de qualité traitant du thème abordé ici, merci de compléter l'article en donnant les références utiles à sa vérifiabilité et en les liant à la section « Notes et références ».
Ne doit pas être confondu avec Amidonnerie.

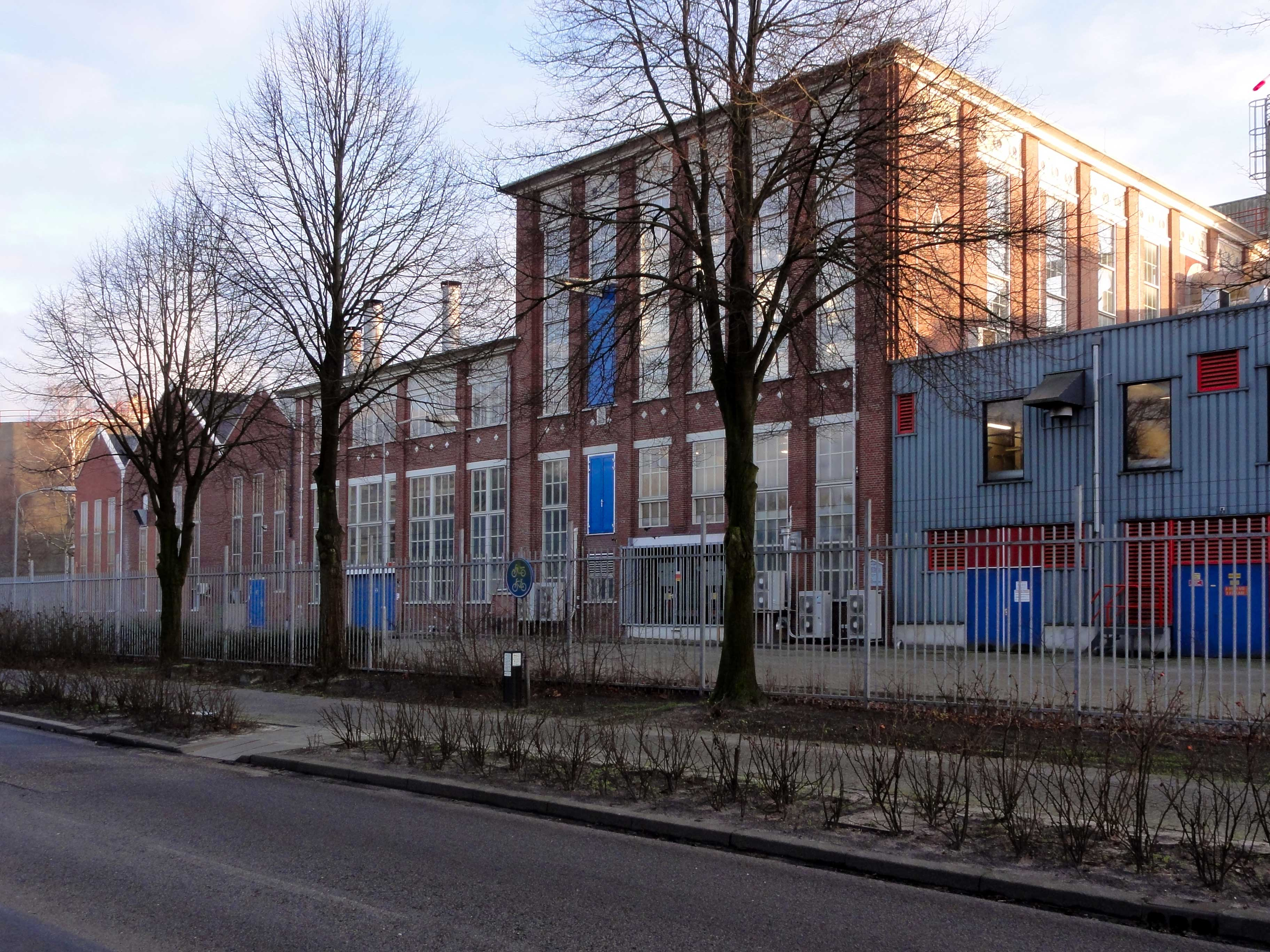
Féculerie de Gasselternijveen (Pays-Bas), fondée en 1902. Le bâtiment est classé « monument provincial ».

La féculerie est une activité industrielle du secteur agroalimentaire consistant à extraire la fécule des tubercules ou racines de diverses plantes, et à la traiter pour produire différents produits dérivés. La fécule est aussi connue sous le nom d'amidon, cependant dans ce cas on parle uniquement de l’amidon extrait des tubercules et des racines comme la pomme de terre par exemple.    
Le terme féculerie désigne aussi l'usine dans laquelle se pratique cette opération.   
Les plantes cultivées à cet effet sont principalement la pomme de terre, la patate douce, le manioc, l'igname et le taro. 
Pour les usines traitant l'amidon issu des céréales, principalement le maïs et le  blé, et du 
pois protéagineux, on parle plutôt d'« amidonnerie ».
Outre l'amidon et ses dérivés, cette industrie produit également des protéines et des fibres alimentaires, ainsi que des sous-produits recyclés dans l'agriculture ou l'élevage (aliment du bétail).

## Historique[1],[2]

### Les premières féculeries
Les premières cultures de pomme de terre observées se développe dans les Vosges vers le milieu du XVIIe siècle. Ce tubercule, bien adapté aux sols pauvres, se répand rapidement sur l’ensemble du département y compris en montagne.  
En 1822, le maître de poste de Paris Claude Gaspard Dailly installe sur sa ferme de Trappes une féculerie, dans laquelle il fait écraser sa production de pommes de terre.
La première féculerie des Vosges commence en 1833.
Cette industrie va connaitre un développement rapide puisque le département va voir son nombre de sites d’exploitation passer à 250 sites en 1858 et 300 en 1878. Dans les Vosges elles profitent de la force hydraulique mais surtout d’une eau de lavage d’excellente qualité. Leurs multiplications correspondent à l’essor de l’industrie du textile, la fécule de pomme de terre étant principalement utilisée pour hourdir les fils de chaîne des tissages implantés, quant à eux, sur les deux versants du massif vosgien, dès le début du XVIIIe siècle.
La production de fécule va atteindre son optimum dans les années 1860, avec une vente record de 10 000 tonnes en 1871. Cette production est aussi qualitative puisqu’elle va obtenir des médailles d’or aux expositions universelles de 1967, 1878 et 1900. 
Cependant cette industrie va connaitre une régression aussi rapide que son ascension puisqu’en 1901 il ne reste plus que 75 féculeries dans la région et les dernières vont cesser de fonctionner dans les années 1960.
Cette régression est liée à une concurrence qui s’accroit dès 1880. Elle vient tout d’abord d’autres régions françaises, mais également d’Allemagne, d’Hollande (Groningen) et d’une autre amidon à base de maïs d’importation. Malgré l’élévation des droits de douane, la production de fécule verra son cours chuter. Au lendemain de la Première Guerre mondiale, malgré un regroupement en coopératives de producteurs de pomme de terre, les féculeries vosgiennes ne parviennent pas à soutenir la concurrence de régions plus fertiles et le processus de transformation davantage industrialisé. Aujourd’hui, le nord de la France concentre l’essentiel de la production féculière.

### La féculerie Robert ou féculerie de La Neuveville-devant-Lépanges
Cette féculerie est connue pour avoir été l’une des dernières à fonctionner dans les Vosges. Créée en 1910 par Antoine et Albert Robert, elle devait remplacer les autres féculeries du village dont l’activité s’était arrêtée au début du 20e siècle. Elle a cessé de fonctionner en 1968 et est aujourd’hui la propriété de Jean-Louis Robert.  

### La féculerie François à Chenevières 54122
Conservée intégralement dans son état depuis sa fermeture en 1958, la féculerie François est inscrite au titre des monuments historiques le 29 novembre 2013. Elle est la propriété d’Etienne FRANÇOIS. Grâce à l’association « Les amis de la Fécul' » crée en Janvier 2019 elle peut se visiter sur rendez vous.

### La féculerie aujourd'hui
Aujourd'hui, il n’existe plus que deux féculeries en France : Roquette Vecquemont dans la Somme et Syral Haussimont dans la Marne. Elles sont exclusivement dédiées à l’exploitation de la pomme de terre féculière. Installées en milieu rural, elles participent à l’équilibre des territoires et au soutien de l’emploi local, 1 300 producteurs, 2 700 emplois salariés directs et indirects au total.
Les féculeries sont aujourd’hui représentées par le GIPT (= Groupement Interprofessionnel pour la Valorisation de la Pomme de Terre).

### Les projets d'avenir[4],[5]
Pour Syral Haussimont : continuer d'assurer sa compétitivité, pour cela son groupe coopératif Tereos a investi 25 millions d'euros sur les trois prochaines années, afin d'augmenter les capacités de stockage existantes sur les exploitations d'environ 100 000 tonnes d'ici 2020, tout en poursuivant ses innovations en termes de conservation. Pour arriver à cet objectif, Tereos souhaite aménager des bâtiments existants en organisant des achats groupés d'équipements spécifiques (de ventilation, d'isolation). Il étudie également un stockage expérimental à faible coût afin de la proposer aux coopérateurs. 
Pour Roquette Vecquemont :  continuer à maintenir sa productivité en trouvant de nouveaux producteurs. En effet selon Bertrand Rault, responsable de l'approvisionnement de pomme de terre chez Roquette Vecquemont, l'usine est encore loin de la saturation, elle pourrait produire plus. Aujourd'hui l'usine produit l'équivalent de 16 000 hectares alors qu'elle a une capacité maximum de 19 000 hectares. Ainsi son groupe prospecte les agriculteurs principalement dans l'ouest de la Somme afin d'atteindre ce niveau de saturation d'ici 2020-2021. Leur but est notamment de convaincre les producteurs laitiers en difficultés et les jeunes exploitants qui s'installent. Pour cela, le groupe met en avant le fait que le cahier des charges est simple à tenir, que la culture ne nécessite pas de gros investissement, qu'elle n'a pas besoin d'irrigation mais également que toute la production est achetée au prix du contrat, ce qui est loin d'être le cas dans toutes les productions, notamment dans la production de lait. 
Si les rendements n'ont pas été bon cette année à cause de ce manque de productivité, les perspectives d'avenir pour la filière semblent toutefois variées et encourageantes aux vues des nombreux débouchés dont elle dispose : 
- Les nouveaux débouchés à forte valeur ajoutée que sont la nutrition et la pharmacie. La fécule est ainsi utilisée dans des préparations alimentaires telles que les nouilles asiatiques, les sauces, le sucre glace, la charcuterie… Avec comme principaux clients des industriels tels que Danone, Fleury-Michon... Elle est aussi utilisée dans des produits pharmaceutiques pour la fabrication de comprimés. Les clients sont alors des industriels tels que Sanofi, Pfizer...
- Ces débouchés viennent compléter les débouchés « historiques » que sont le papier, le carton, le textile...

La clientèle est donc très variée, notamment à l'étranger comme en Asie où les ventes du groupe ont été multipliées par deux, en Amérique du Nord (vente multipliée par 3), et dans des pays émergents. Le groupe a également investi 300 millions d'euros, au Canada, dans la construction de la plus grosse usine de protéines de pois au monde, ce qui va leur permettre de gagner des parts de marché.

## Procédés[2]
Dès l’arrivée des pommes de terre dans l’usine, des échantillons sont effectués dans des camions grâce au RUPRO. Les échantillons sont lavés puis analysés. Cette analyse permet de déterminer le taux de fécule dans le lot de pommes de terre qui va être transformé.
À la suite de l’analyse, les pommes de terres sont stockées en tas sur une surface bétonnée en attendant leur transformation. Le moment venu, un tracteur est chargé de transporter les pommes de terres vers l’entrée de l’usine. Les pommes de terre sont déposées sur un tapis roulant. Ce tapis roulant est chargé d’acheminer les pommes de terre vers le déterreur. Celui-ci permet de tamiser les pommes de terre afin de retirer les matières indésirables. Ainsi, les corps étrangers tels que les cailloux et la majeure partie de la terre présente sur les pommes de terre sont éliminés.
À présent, le transport de pommes de terre s’effectue grâce à de puissants flux d’eau. L’eau permet d’éliminer le reste de terre présent sur les pommes de terre.
Ensuite, les pommes de terre sont à nouveau triées puis elles passent dans un gros tambour qui permet de les laver une dernière fois. Du fait de leur poids, les pommes de terre tombent au fond du tambour. Grâce à l’eau présente dans le tambour, les fanes et les autres déchets flottent et sont éliminés.
L’eau qui est utilisée pour laver la matière première n’est pas jetée. En effet, elle est filtrée et débarrassée de sa terre pour être utilisée à nouveau. Une fois les pommes de terre lavées et débarrassées de toutes leurs impuretés, elles sont dirigées, grâce à un tapis roulant, vers l’extérieur, où elles sont stockées en attendant d’être traitées.
Le processus de la féculerie se poursuit ensuite par le passage des pommes de terre dans d’énormes râpes rotatives où elles sont broyées et ressortent sous la forme d’un jus assez épais. Ce jus subit de nombreux traitements jusqu’à s’éclaircir et devenir du lait de fécule. C’est à partir de ce lait de fécule que nous obtiendrons la fécule de pomme de terre.
Ce lait de fécule est ensuite injecté dans un cylindre et, par un procédé de dépression, il va venir se coller aux parois du cylindre. À la suite de cela, nous avons enfin l’apparition de la fécule. Cependant, il reste encore à faire sécher le substrat que nous obtenons. Une fois ce substrat séché, nous obtenons de la fécule de pomme de terre sous forme poudreuse.

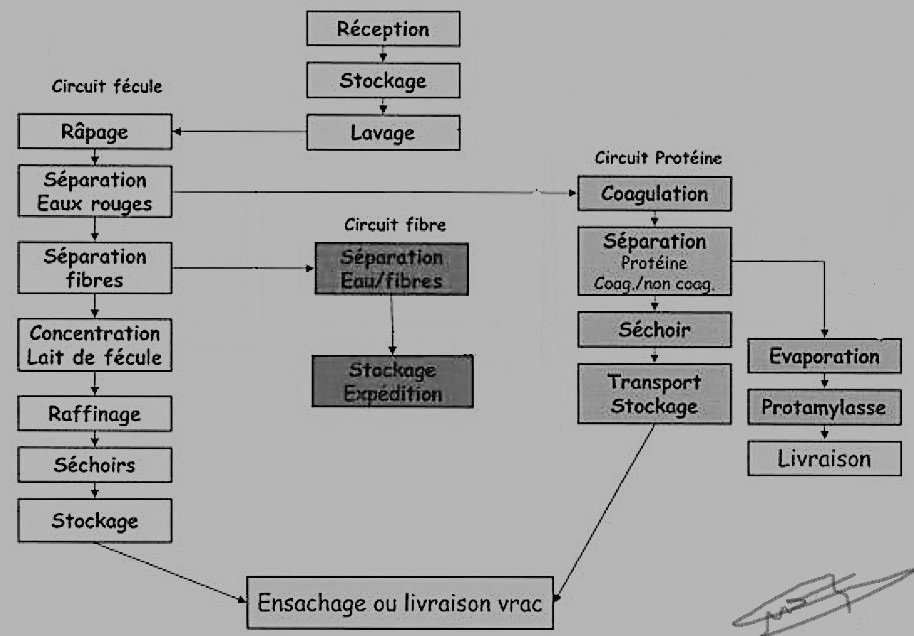
Schéma de la création de la fécule

Une autre méthode permet de transformer le lait de fécule en fécule. En effet, le lait de fécule peut être décanté sur des "tables", qui sont en réalité des plans inclinés en béton. Une fois l’eau évacuée des “tables”, la fécule agglomérée est ramassée à la pelle pour être déposée dans les bacs de lavage. Additionnée d’eau, elle est brassée dans des cuves cylindriques en béton. Ensuite, la fécule agglomérée est disposée sur des cadres grillagés où elle est mise à sécher dans des calorifères.
Pour finir, la fécule est conditionnée et stockée dans des sacs de plus ou moins grande taille, prête à être expédiée.
Lors de la fabrication de la fécule, d’autres produits sont créés. En effet, juste après le râpage des pommes de terre, grâce à une centrifugation, il y a la séparation de deux flux. Un flux d’amidon qui servira à fabriquer la fécule de pomme de terre selon les procédés évoqués plus haut. Et un flux de protéines. Ce flux de protéines va suivre une étape de coagulation avant de repasser par une étape de centrifugation. Lors de cette seconde centrifugation, une partie du flux de protéines va permettre de créer de la protamylasse grâce à une étape d’évaporation et l’autre partie de ce flux va être séchée et donnera un produit fini qui est de la protéine de pommes de terre.

## Utilisations

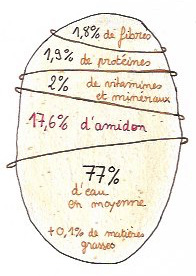
Composition d'une pomme de terre.

## Utilisations[9]

### Utilisation du produit brut: les tubercules et racines
Le légume-racine principalement traité dans une féculerie est la pomme de terre féculière.
Les tubercules de pomme de terre féculières présentent un ratio en amidon plus important (en moyenne 20% de teneur en amidon) que celui du blé, du maïs ou du pois protéagineux qui sont quant à eux transformés dans une amidonnerie.
Par ailleurs, l’amidon est un des principaux composants de la pomme de terre.
La production mondiale de pomme de terre en 2010 est de 325 millions de tonnes dont 17 millions de pommes de terre féculières.
La majeure partie des pommes de terre féculières cultivées sont envoyées dans des féculeries européennes puisque l’Europe est le 1er producteur de fécule de pommes de terre avec une production allant de 1,5 à 1,8 million de tonnes produites par an.
Au sein de la féculerie, la pomme de terre féculière est donc transformée à travers plusieurs étapes d’extraction. Grâce aux différents procédés de transformation et d’extraction, on obtient de la pomme de terre féculière une poudre très blanche et plutôt épaisse : la fécule 

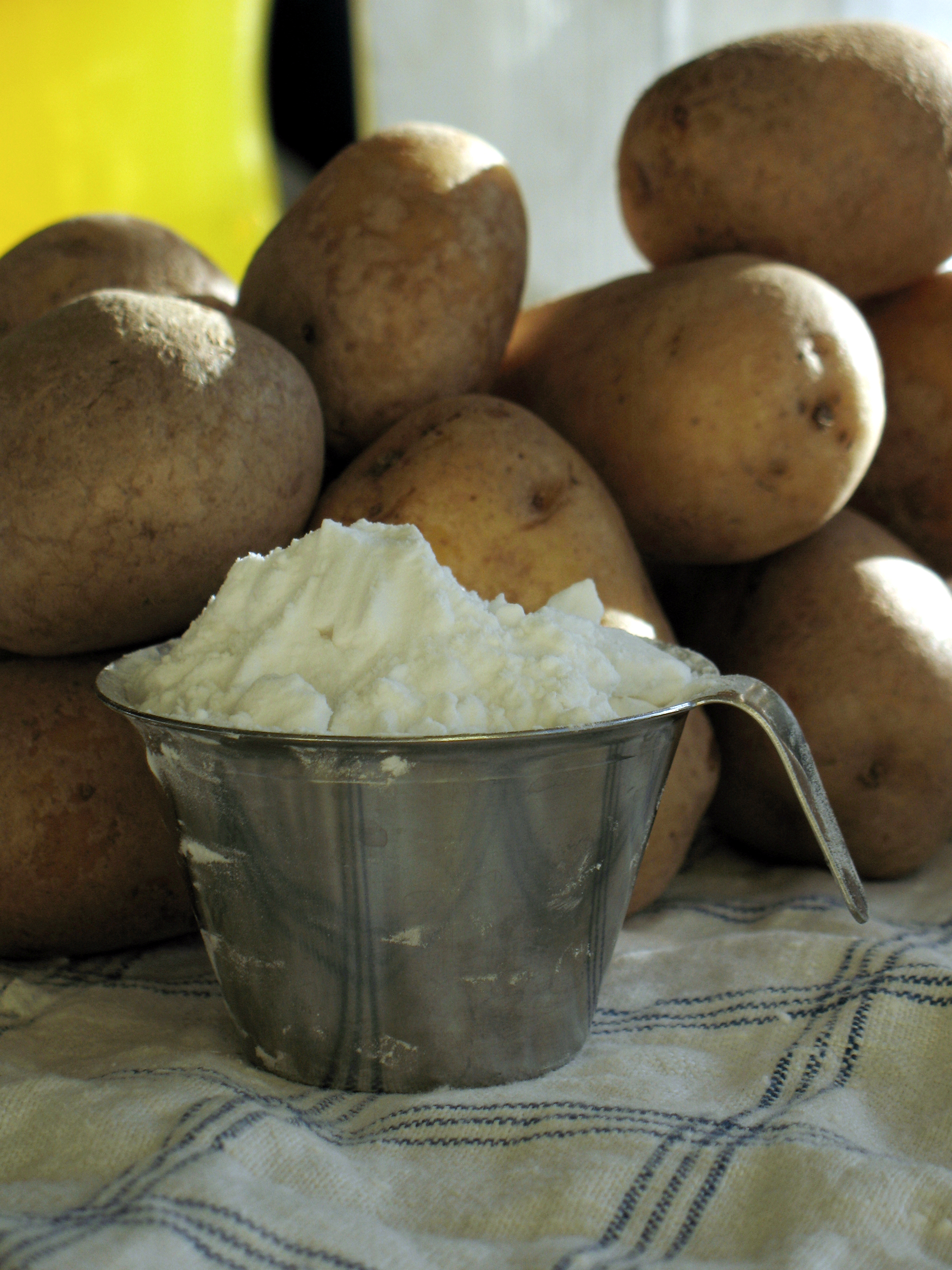
Fécule de pomme de terre

La fécule de pomme de terre est faite de grains typiques, larges, ovales et sphériques. Leur taille varie de 5 à 100 μm.
Les grains de fécule de pomme de terre sont environ deux fois plus gros que les grains de fécule d’autres plantes (tapioca ou céréales). C’est pourquoi elle possède une capacité d’absorption de l’eau bien plus grande et une meilleure texture.
La fécule de pomme de terre est une fécule très raffinée, contenant peu de protéine ou de graisse. C’est ce qui donne à la fécule sa couleur bien blanche et ses caractéristiques appréciées en cuisine : goût neutre, bonne clarté et transparence, excellent liant, texture longue, ne mousse pas, ne jaunit pas la préparation.

### Utilisations du produit extrait: la fécule
La production française annuelle de fécule est estimée à 1 million de tonnes. 
La fécule de pomme de terre est utilisée comme liant pour l’eau, épaississant, anti-agglomérant, agent gonflant ainsi que comme agent collant.
La fécule non traitée (native) nécessite de la chaleur pour s’épaissir ou gélatiniser. Ainsi, dans l’industrie agro-alimentaire la fécule est souvent précuite ou prégélatinisée (cuite puis séchée dans un séchoir rotatif ou dans une extrudeuse). Dans ces cas, la fécule est simplement modifiée physiquement et cela permet de l’utiliser comme épaississant instantané dans de l’eau froide.
Autrement, elle peut être transformée afin d’obtenir des amidons modifiés à plus forte valeur ajoutée, appelés coproduits. Ils sont alors extraits lors du process par pressage, coagulation, séparation centrifuge et par évaporation. Ils sont particulièrement valorisés pour l’alimentation animale (pulpes fraîches, protéines) et la fertilisation (protamylasse).
Les différentes industries dans lesquelles on retrouve la fécule sont :

#### Industrie agro-alimentaire: environ 80% de l’utilisation de la fécule[15]
L’industrie agroalimentaire est friande de fécule de pomme de terre à cause de son côté collant et visqueux, qui en fait un excellent épaississant pour les soupes et les sauces.
La fécule de pomme de terre se distingue de celles issues d’autres matières premières par son apparence et sa texture pâteuse, son absence de gout et sa transparence.
Les principaux secteurs agro-alimentaires où est utilisée la fécule sont :
- Charcuterie : la fécule est intéressante pour son pouvoir de rétention d’eau
- Confiserie : les confiseurs sont intéressés par sa transparence
- Snacks
- Plats préparés, noodles (nouilles), soupes instantanées
- Boulangerie – pâtisserie
- Boissons
- Aliments pour bébés

#### Industrie papetière
- Papier
- Carton
- Glaçage de papier photo

#### Autres industries non alimentaires
- Bioplastiques
- Matériaux de construction (contreplaqué)
- Textile
- Médicaments
- Cosmétiques (rouge à lèvres)
- Caoutchouc
- Couches pour bébés

Cependant, bien que l’amidon de pommes de terre offre des propriétés spécifiques recherchées par certains secteurs, il ne représente à ce jour que 7 % de l’amidon produit en France.

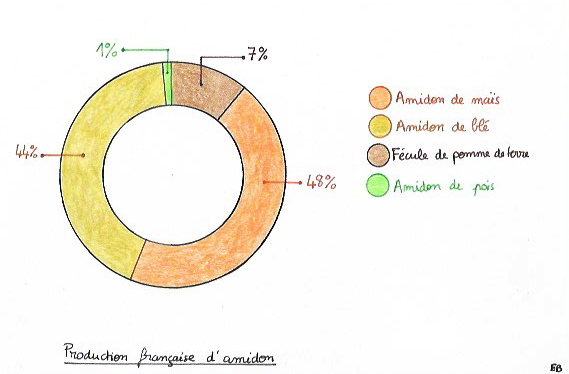
Production d'amidon en France

### Normes d’utilisation
Les féculeries doivent être conformes aux normes internationales en matière de sécurité et de qualité, notamment ISO 9001 : 2008, HACCP, BRC ou FS 22000, certification GMP pour l’alimentation animale. 
Ces normes leur permettent d’assurer que les produits mis sur le marché sont conformes à toutes les lois et réglementations applicables. En effet, les usines et les entreprises sont régulièrement contrôlées par des clients, des organes de certification ou bien les autorités locales.
La production d'amidon de pomme de terre est organisée et contingentée au niveau européen.

## Économie

### La production de pommes de terre féculières
En France, la pomme de terre féculière représente, en 2011, près de 14,5% des volumes de pommes de terre produites. La même année, 17 000 tonnes de fécule ont été importées en France, provenant des Pays-Bas et d’Allemagne principalement. Cependant, les exportations de fécules sont sous secret statistique depuis 2007.
Environ 20 000 hectares de terre sont destinés à l'industrie féculière en France.
Dans l'Union Européenne, la production de fécule de pomme de terre est de 16%, alors que la fécule de maïs et de blé représentent respectivement 47% et 37% de la production. Les principaux groupes producteurs de fécule de pommes de terre se situent :
- en Autriche : Agrana
- au Danemark : AKV Langholt, Kartoffelmelcentralen
- aux Pays-Bas : Avebe
- en Allemagne :  Emsland Stärk, Südstärke
- en France : Roquette
- en République tchèque : Skrobarny Pelhrimov
- en Suède : Lyckeby Stärkelsen
- en Pologne : Wielkopolskie Przedsiebiorstwo Przemyslu Ziemniaczanego

### Le marché de la fécule

#### Au niveau européen
En Europe, l'Allemagne, les Pays-Bas, la France et le Danemark fournissent 80% de la production européenne de fécule.
De 1975 à 2012, c'est l'Organisation commune du marché de la fécule qui réglementait les quotas de production de fécule de chaque pays membre au sein de l'Union Européenne.

#### En France
Actuellement, il ne reste plus que 2 féculeries en France. La féculerie d’Haussimont et la féculerie de Vecquemont.

##### La féculerie d'Haussimont
La part de marché de la féculerie d’Haussimont en France en 2017 était de 40%. En 2011, la féculerie est rachetée par le groupe Tereos, premier groupe sucrier français et troisième mondial. En 2017, 50% des 10 000 tonnes de fécules produites ont été exportées vers l’Asie, où la demande est en constante augmentation.

##### La féculerie de Vecquemont
Elle détient 60% des parts de marché françaises de production de fécule. La féculerie de Vecquemont appartient au groupe Roquette, qui est spécialisé dans la transformation de pommes de terre, de blé, de maïs et de pois afin d'obtenir de l'amidon.

## Environnement
L’efficacité énergétique est au cœur de la problématique de la production industrielle afin de réduire les émissions de gaz à effet de serre et à lutter contre le changement climatique.

### Starch Europe[22]
L' European Starch Industry Association (AAF) créée en 2006 et renommée en 2014 en tant que "Starch Europe"  représente les intérêts de l'industrie européenne de l'amidon au niveau européen et international. Ses membres comprennent 26 entreprises productrices d'amidon de l'Union Européenne, représentant ensemble plus de 95% de l'industrie de l'amidon de l'UE.
La mission de l’association est de promouvoir et de protéger la réputation des produits à base d’amidon et les intérêts des producteurs auprès des institutions et des parties prenantes européennes et internationales dans un environnement concurrentiel équitable.
En 2012, la European Starch Industry Association, a publié le rapport de synthèse de son étude d'évaluation du cycle de vie de ses produits. Cette initiative fait suite à une précédente étude menée en 2001 sur certains produits et  utilise des méthodologies et bases de données mises à jour. L’institut de recherche VITO - Vision on Technology, fournit une étude de l’impact du cycle de vie des principaux produits à base de fécule sur l’environnement : empreinte carbone, épuisement de l’eau et occupation des terres agricoles.

### La féculerie de pommes de terre d’Haussimont[25]
La société Syral Haussimont est spécialisée dans la production de fécules de pommes de terre pour les industries de l’agro-alimentaire, du carton-papier et du bioplastique.
La production de fécule nécessite une grande quantité d’eau. En effet, les pommes de terre sont lavées, râpées, puis baignées pendant les différentes phases du processus. Après utilisation, cette eau est traitée puis répandue sur des terrains agricoles. Cependant, ces cours d’eau présentent des taux d’azote supérieurs aux seuils fixés par les réglementations.
En 2012, avec la participation du Conseil régional et l’agence de l’eau Seine-Normandie, la direction régionale de l’ADEME en Champagne-Ardenne a soutenu la féculerie d’Haussimont pour mettre en place d’un nouveau système d’évaporation et d’extraction de protéines, combiné à un système de récupération d’énergie, afin de faire baisser le taux d’azote dans les eaux utilisées mais également garantir une excellente qualité des produits, réduire au maximum les impacts sur l’environnement et maîtriser les coûts énergétiques
Bilan de cette initiative :
- 6 GWh de gaz économisés par an
- 1 275 teq CO2 évitées par an
- 10 % d’économie soit 150 k€/an